# Козирка Олександр Віталійович
Олександр Віталійович Козирка (1998—2022) — солдат Збройних Сил України, учасник російсько-української війни.

## Життєпис
Народився 21 серпня 1998 року в селі Чупахівка Охтирського району Сумської області.
Військову службу проходив у 91 окремому Охтирському полку підтримки.
У складі взводу аерозольного маскування брав участь у змаганнях серед підрозділів військ РХБ захисту частин Сухопутних військ ЗСУ та виборов почесне перше місце. Брав безпосередню участь у захисті Батьківщини в районах проведення АТО та ООС.
Загинув 26 лютого 2022 в районі міста Охтирка.
Похований на алеї слави в селищі Чупахівка.

## Нагороди та вшанування
- Орден «За мужність» III ступеня[1].